# Огнян Логофетов
Огнян Радославов Логофетов, известен още като Огнян Логофетов, е български оператор, сценарист, кинорежисьор и продуцент.

## Биография
Роден е в София на 19 март 1951 г. Завършва ВИТИЗ „Кръстьо Сарафов“ със специалност „Операторско майсторство“.

## Филмография
Диплома
- „Габо“ – телевизионна новела, реж. Владимир Краев, СТФ „Екран“ (1979)

Като режисьор
- „Мелодия за чук и цигулка“ – режисьорски дебют СТФ „Екран“ (1991)[1]
- „Цената“ – БНТ (1991)
- „За гората и хората“ – БНТ (1991)
- „Кошерът“ – БНТ (2002)
- „Законът на отчаяните“ – НФЦ-ЛОГО'Филм (2004)

Като продуцент
- „Земя на сън“ – Национален филмов център (2000)
- „Няма любов“ – музикален филм /Георги Минчев/ БНТ (2001)
- „Каталии“ – игрален филм БНТ (2002)
- „Законът на отчаяните“ – НФЦ-ЛОГО'Филм (2004)

Като оператор игрални филми
- „Габо“ – БНТ (1979)
- „Годината на петела“ – БНТ (1985)
- „Наследниците на Кирил и Методи“ – АРТ София (2003)

Като репортер
- „С лице към „Панорама“ – БНТ (1997)

Портрети
- „Паоло Солери“
- „Сара“
- „Фелиция Лангер“
- „Георги Димитров“
- „Случаят Авджиев“
- „Обич за обич - Райна Кабаиванска“
- „Аз питам“ /Стефан Цанев/
- „Стената“ /Георги Чапкънов/
- "Четене на партитура" /Тофон Силяновски/
- „Проф. Протич“
- „Чудото“ /Акад. Начев/

Социални
- „Дишай“[2]
- „Нравственост“
- „Дискотека“
- „Българки“
- „Женска участ“
- „За чисто море“
- „Цялата ми любов е за теб“
- „Войната на ангелите - Букурещ 89“
- „Лице“
- „Надежда-89“
- „Ранимо детство“
- „Острова затвор“
- „Мостът“
- „АЕЦ-5ти блок“

Исторически
- „Първият ректор“
- „Братя Миладинови“
- „Релацията“
- „Синове сме на свободна майка“

Спортни
- „Към върховете“ - Лохотце
- „Олимпийски надежди“

Музикални
- „Рей Лема“
- „Франкофоли-92“
- „Няма любов“
- „Земя на моето детство“
- „Ер малък“

„Здраве“ ТВ
- „Пътувай със здраве“ – водещ доц. Любомир Алексиев
- „История и медицина“ – водещи ген. Тонев и проф. Божидар Димитров

Медицински
„ВМА Представя“ – поредица от 60 филма портрети, от които:
- „Сърдечна операция“ – доц. Любомир Спасов
- „Чернодробна операция“ – доц. Никола Владов
- „Кардиохирургия“ – проф. Генчо Начев
- „Операция гуша“ – проф. Гено Киров
- „Аортна стеноза“ – проф. Джоргова
- „Да отнемеш болка“ – мислите на д-р Румен Иванов

Публицистика
- „Цената на успеха“ – поредица за предприемчивите в България ТВ+ (2010 – 2011)
- „Кариерата“ – Underwater (2012)

Исторически
- Всеки носи в сърцето си една жарава. Документален филм на БНТ за Михаил Герджиков по спомените и с участието на Магда Герджикова. Сценарий: Недялка Цонева. Режисьор: Мара Благоева. Оператор: Огнян Логофетов. Редактор: Юлия Кючукова. (20 мин. 1983)